# Oroscopa microdonta
Oroscopa microdonta là một loài bướm đêm trong họ Erebidae.